# Ария Цезения Павлина
Вижте пояснителната страница за други личности с името Цезения.
Ария Цезения Павлина (на латински: Arria Caesennia Paulina; 120 – 161 г.) е римлянка от род Арии–Цезении.

## Биография
Тя е дъщеря на Луций Цезений Антонин (суфектконсул 128 г.). По бащина линия е внучка на Луций Юний Цезений Пет и Ария Антонина, която е сестра на Ария Фадила, майката на император Антонин Пий.
Омъжва се за генерал Марк Ноний Макрин (суфектконсул 154 г.) от фамилията Нонии от Бреша и Верона. Тя има с него син Марк Ноний Арий Муциан Манлий Карбон, който е суфектконсул по времето на Комод (177 – 192). Баба е на Марк Ноний Арий Муциан (консул 201 г.), женен за Секстия Азиния Пола.

## В киното
Съпругът ѝ Ноний Макрин служи като пример във филма „Гладиатор“ на Ръсел Кроу.